# Vallée d'Anouket
Anuket Vallis
Pour les articles homonymes, voir Anoukis.
La vallée d'Anuket (désignation internationale : Anuket Vallis) est une vallée située sur Vénus dans le quadrangle de Fortuna Tessera. Elle a été nommée en référence à Anouket, déesse égyptienne de l'eau.